# 환덤핑
환덤핑(換 dumping)은 자국 생산품의 수출 경쟁력을 강화하기 위하여 통화의 환시세를 의도적으로 실시세 이하로 내리는 일이다. 환시세를 절하시키면 자국 상품은 상대적으로 안정된다. 따라서, 해외경쟁력이 강화되어 수출 보상금을 지급하는 것과 같은 결과를 가져온다.

## 참고 자료
- 이 문서에는 다음커뮤니케이션(현 카카오)에서 GFDL 또는 CC-SA 라이선스로 배포한 글로벌 세계대백과사전의 내용을 기초로 작성된 글이 포함되어 있습니다.